# André de Neufchâteau
André de Neufchâteau (... – 1400) è stato un filosofo e francescano francese.
Abitante del convento di Neufchâteau, fu autore di un Tractatus de conceptione Virginis e di un libro delle Scienze (1350).